# Magnus Haraldsson
Magnus Haraldsson, norw. Øystein II Haraldsson (ur. ok. 1135, zm. 1145) – król Norwegii z dynastii Yngling w latach 1142—1145, współpanujący razem z przyrodnimi braćmi Inge I Garbatym, Sigurdem II Gębą i Eysteinem II. Postać o niepewnej historyczności, wymieniona w Sadze o Inge i Eysteinie, synach Haralda autorstwa Snorre i sagach Einara Skulesona.
Urodził się po 1130, kiedy to jego ojciec Harald IV Gille przybył do Norwegii, a przed 1136, kiedy to Harald IV zmarł. Nie jest znana jego matka, był wychowywany przez Kyrpingaorma w okolicach dzisiejszej gminy Stord. Najprawdopodobniej nie objął władzy od razu po śmierci ojca. W sadze jest wymieniany jako współwładca po raz pierwszy dopiero w 1142, gdy jego przyrodni brat Eystein II przybył do Norwegii i objął władzę. Otrzymał prawdopodobnie jedną z czterech dzielnic. Według sag cierpiał na deformację stóp i zmarł w młodym wieku w swoim łóżku w roku 1145. Po jego śmierci kraj pozostał podzielony pomiędzy jego trzech braci. Najczęściej nie jest uwzględniany jako król Magnus (V), a ten numer porządkowy przypisuje się panującemu od 1161 Magnusowi Erlingssonowi.